# Tiantang (köpinghuvudort i Kina, Shaanxi, lat 34,92, long 107,55)
Tiantang är en köpinghuvudort i Kina. Den ligger i provinsen Shaanxi, i den nordvästra delen av landet, omkring 140 kilometer nordväst om provinshuvudstaden Xi'an. Antalet invånare är 5 908. Befolkningen består av 2 354 kvinnor och 3 554 män. Barn under 15 år utgör 12,0 %, vuxna 15-64 år 80 %, och äldre över 65 år 6,0 %.
Runt Tiantang är det ganska glesbefolkat, med 50 invånare per kvadratkilometer. Närmaste större samhälle är Zhaoxian, 20,0 km söder om Tiantang. Trakten runt Tiantang består till största delen av jordbruksmark.
Genomsnittlig årsnederbörd är 677 millimeter. Den regnigaste månaden är september, med i genomsnitt 172 mm nederbörd, och den torraste är december, med 1 mm nederbörd.